# Internationaler Bustouristik Verband

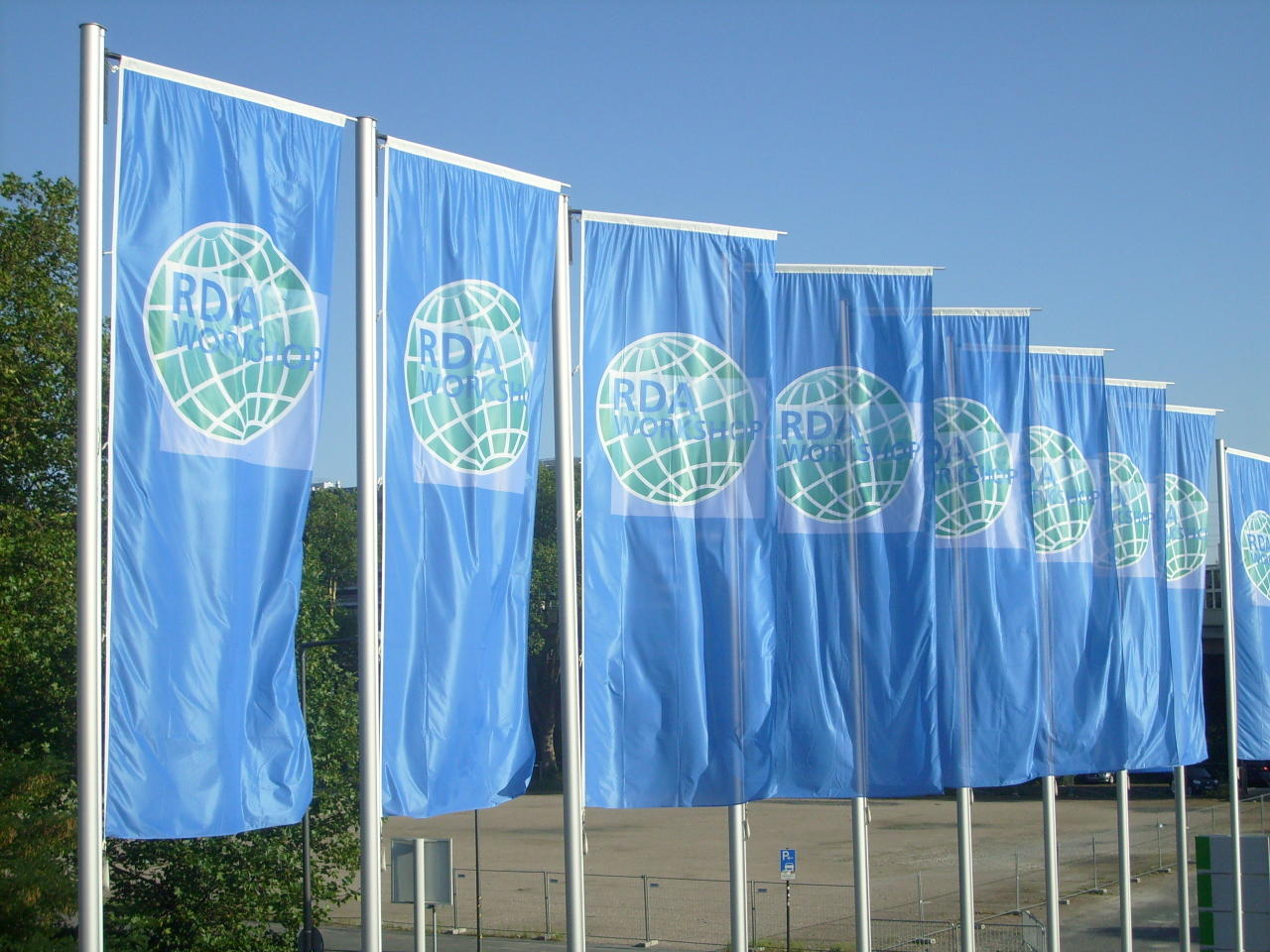

Der RDA Internationaler Bustouristik Verband e. V. ist ein Fachverband der Gruppen- und Bustouristik mit Sitz in Köln.
1951 wurde der Verband als Reise-Ring Deutscher Autobusunternehmungen e. V. in Wiesbaden gegründet. Der Verband hat rund 3.000 direkt und korporative Mitglieder aus 70 Branchen in 40 Ländern an. Der RDA ist seit über 60 Jahren in der Bus- und Gruppentouristik tätig und stellt einen Zusammenschluss aller Branchen, die Dienstleistungen rund um die touristische Gruppenreise anbieten, dar. Zentrales Verbandsziel ist die Sicherung der Gegenwart und der Zukunft der Bustouristik bzw. des Bustourismus sowie die Förderung der umweltverträglichen Bus- und Gruppentouristik.
Eine der Hauptaufgaben des RDA besteht in der Vertretung der heterogenen Mitgliederinteressen auf nationaler und internationaler Ebene gegenüber Politik, Wirtschaft, Medien und Öffentlichkeit. Als führender internationaler Fachverband für die Bus- und Gruppentouristik in Europa engagiert sich der RDA für bessere Rahmenbedingungen der gesamten Branche.